# Comitè Olímpic Nacional de l'Azerbaidjan
El Comitè Olímpic Nacional de la República de l'Azerbaidjan (en àzeri: Azərbaycan Milli Olimpiya Komitəsi, AZMOC) és una organització pública independent. La carta de l'organització és reconeguda per Comitè Olímpic Internacional l'any 1993. L'organització representa el país als Jocs Olímpics. Actua a la base de la Carta Olímpica i també la Llei de la República de l'Azerbaidjan sobre empreses i organitzacions públiques. El president de l'Azerbaidjan, Ilham Alíev és el president del comitè des de 1997.

## Informació general
El Comitè Olímpic Nacional de l'Azerbaidjan va ser establert el 1992 i reconegut pel Comitè Olímpic Internacional el 1993. Per primera vegada Azerbaidjan va participar en les Olimpíades com un estat independent el 1996 i des d'aleshores envia els esportistes a totes les Olimpíades.
Anterior els atletes de l'Azerbaidjan van competir a les Olimpíades a l'equip de la Unió Soviètica de 1952 a 1988, però després de la dissolució de la Unió Soviètica, Azerbaidjan va ser part de l'Equip Unificat als Jocs Olímpics des de 1992.
Els esportistes de l'Azerbaidjan van guanyar, en suma, setze medalles als Jocs Olímpics d'Estiu en lluita grecoromana, tir esportiu, boxa i judo. Als Jocs Olímpics d'Hivern els esportistes de l'Azerbaidjan no podrien guanyar la medalla. Çingiz Hüseynzadə – el vicepresident del Comitè Olímpic Nacional de l'Azerbaidjan va ser elegit a afiliació de "Comissió de Preparació per a les Olimpíades" i Ağacan Abiyev – el secretari general a la Comissió d'Afiliació Tècnica a la XXVII Assemblea General del Comitès Olímpics Europeus.

## Prefectura del Comitè Olímpic Nacional de l'Azerbaidjan
1. President – Ilham Alíev
2. Vicepresident – Chingiz Huseynzada
3. Vicepresident – Azad Rahimov
4. Vicepresident – Xazar Isayev
5. Secretari General Adjunt – Aghajan Abiyev

## Estructura
- President
- Comitè executiu (inclou 17 persones)
- Assemblea General (inclou 133 persones)